# Линцер торта
Линцер торта је врста торте која је добила назив по граду Линцу и према наводима неких кувара рецепт за ову торту је најстарији на свету.

## Историјат
Према неким изворима, рецепт за сличну торту је био познат и у Римском царству. Ипак, рецепт из 1696, сачуван у државној библиотеци у Бечу је дуго важио за најстарији, све док директор Државне библиотеке Горње Аустрије није 2005. у архиви нашао рецепт који потиче из 1653. Није познато ко је смислио рецепт и ко је торти дао назив. У куварима из 17. века рецепти за ову торту се разликују, што указује да се често и радо правила. Без обзира на иновације које су кувари уводили, заједничко за све старе рецепте су била два обавезна састојка: умућени бутер и бадеми. Подразумевало се да се линцер торта пече у сребрној чинији, односно плеху у коме је и служена, али се касније прешло на тањире, а често се умотавала и у украсну хартију. Ово је доприносило мекоћи колача, али се ова торта практиковала и као поклон. У почетку је била божићни колач, а касније се спремала и за друге прилике.

## Пример старог рецепта
Према једном старом рецепту за торту су потребни маслац, брашно, шећер, млевени бадеми, као и бадеми у листићима, ванилин шећер, цимет, кора лимуна, каранфилићи, прашак за пециво, јаја и жуманце. За крај и пекмез од малина или рибизли. Потребно је састојке помешати, а торта се пече.

## Када се припрема
Традиционално се припрема за празничне дане, најчешће за Божић у Аустрији, Мађарској, Швајцарској и Тиролу. У Северној Америци се припрема у облику мини тартова или колачића.

## Галерија
- Холандска верзија Ладервалј
- Линцер торта као награда
- Минијатурна Линцер торта